# Ганс-Адольф Енгель
Ганс-Адольф Енгель (нім. Hans-Adolf Engel; 16 серпня 1915, Рюстрінген — 19 березня 1983) — німецький офіцер-підводник, капітан-лейтенант крігсмаріне, адмірал флотилії бундесмаріне.

## Біографія
В 1937 році вступив на флот. З лютого 1941 року — вахтовий офіцер на підводному човні U-83. В липні-вересні 1942 року пройшов курс командира човна. З 21 жовтня 1942 по 31 березня 1943 року — командир U-273. З  квітня 1943 року — інструктор 2-го навчального дивізіону підводних човнів, з жовтня 1943 року — навчальної дивізії підводних човнів. З квітня 1944 по 8 травня 1945 року — офіцер групи Військово-морського училища Мюрвіка.

## Звання
- Морський кадет (28 червня 1938)
- Лейтенант-цур-зее (1 жовтня 1940)
- Оберлейтенант-цур-зее (1 квітня 1942)
- Капітан-лейтенант (1 січня 1945)

## Нагороди
- Залізний хрест
  - 2-го класу (1941)
  - 1-го класу (1942)
- Нагрудний знак підводника (1 листопада 1941)